# Spulber
Spulber – wieś w Rumunii, w okręgu Vrancea, w gminie Spulber. W 2011 roku liczyła 549
mieszkańców